# ゴッド・ブレイス物語
『ゴッド・ブレイス物語』（ゴッド・ブレイスものがたり）は、花村萬月の小説。
著者のデビュー作で、第2回小説すばる新人賞受賞作。
文庫本に「あとがき」を寄せているのは坂東齢人（ばんどうれいと）名義で書評を書いていた、作家デビュー前の馳星周である。
| ゴッドブレイス物語               | ゴッドブレイス物語  |
| -------------------------------- | ------------------- |
| 著者                             | 花村萬月            |
| 発行日                           | 1993年9月17日発売   |
| 発行元                           | 集英社文庫（日本）  |
| 国                               | 日本                |
| 言語                             | 日本語              |
| 形態                             | 文庫判              |
| ページ数                         | 224                 |
| コード                           | ISBN：4-08-748077-1 |
|                                  |                     |
| ウィキポータル 文学              |                     |
| \| [ ウィキデータ項目を編集 ] \| |                     |
| テンプレートを表示               |                     |
| [ ウィキデータ項目を編集 ]       |                     |

## あらすじ
麻倉朝子を中心に結成されたロックバンド・ゴッド・ブレイスは音楽事務所の社長・原田の口車に乗り、京都のクラブでトラではあるが演奏の仕事を得る。京都に到着すると、原田から聞かせていた話とは違い、クラブの社長のカタクラは、もろヤクザの風体で、支払い済みのギャラを理由に、器材とバンドが手に入れたばかりの自動車を質に取って店への出演を強要してくる。ボーカルは必要ないからとの理由で、朝子をバンドから排除しようとするが、無給で演奏しなければならないメンバーの生活のために、朝子は給与の前払いを条件に、そのお店のホステスとして働くことになる。
朝子を取り巻く人間関係、とりわけカタクラとの関係は、朝子に大きな影響を与え、練習を重ねたバンドもまた一皮むけて成長する。

## 登場人物
麻倉朝子（あさくら　あさこ）
ヴォーカリスト　19歳。恋人のイシガミに誘われ歌うようになる。バックバンドとして結成されたバンドにゴッド・ブレイスと名付け、自身もバンドの一員として活動する事を誓う。
カワサキ
ゴッド・ブレイスのメンバー　ドラム担当。凄腕だがヒモ体質で女にだらしがない。バイセクシャル。
ヨシタケ
ゴッド・ブレイスのメンバー　ギター担当。ルックスにも恵まれ、その気になればスタジオミュージシャンとしていくらでも稼げる。ゲイ。
タツミ
ゴッド・ブレイスのメンバー　ベース担当。朝子の同級生。そして生前のイシガミを良く知る一人。カワサキやヨシタケのようなテクニシャンでないことに、劣等感を感じている。良子という彼女がいて、とても大切にしている。
原田（はらだ）
ゴッド・ブレイスの面倒を見る音楽事務所・原田企画の社長。バンドのメンバーからは”人買い”などと蔑まれている。
ケン
カワサキの息子で父親譲りのドラムを叩く。母親は蒸発し、児童福祉施設で暮らしていたが、脱走。ゴッド・ブレイスと一時的に行動を共にする。
カタクラ　
キャバレーの社長でハラダの昔馴染み。凄みのある男。
イシガミ
朝子の元恋人で同じ中学校の2コ先輩。中学生時にはプロとして既に活動をしていた天才ギタリスト。死後、その存在は伝説となる。

## 他の掲載作品
タチカワベース・ドラッグスター

## 物語の舞台
- 京都丸山公園　[1]　本作のハイライトとなる屋外コンサートの会場。